# Miguel Obando Bravo

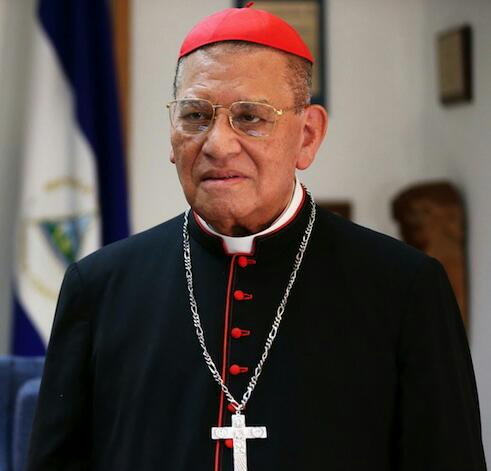
Miguel Kardinal Obando Bravo SDB

Kardinalswappen

Miguel Kardinal Obando Bravo SDB (* 2. Februar 1926 in La Libertad, Nicaragua; † 3. Juni 2018 in Managua) war Erzbischof von Managua.

## Leben
Miguel Obando Bravo stammte aus einer bäuerlichen Familie und trat nach seiner Schulzeit in den Orden der Salesianer Don Boscos ein. Er studierte Philosophie, Katholische Theologie und Pastoralpsychologie in El Salvador, Guatemala, Kolumbien und Venezuela. Am 10. August 1958 empfing er durch Erzbischof Giuseppe Paupini das Sakrament der Priesterweihe und arbeitete ein Jahr lang als Lehrer für Mathematik und Physik. 1959 wurde er Disziplinarpräfekt am Seminar der Salesianer in San Salvador, 1961 Rektor des Rinaldi Instituts der Salesianer.
Am 18. Januar 1968 ernannte ihn Papst Paul VI. zum Titularbischof von Putia in Byzacena und Weihbischof in Matagalpa. Die Bischofsweihe spendete ihm am 31. März desselben Jahres Marco Antonio García y Suárez, Bischof von Granada; Mitkonsekratoren waren Clemente Carranza López, Bischof von Esteli, und Juan Luis Barni Spotti, Prälat von Juigalpa. Paul VI. ernannte ihn zwei Jahre darauf, am 16. Februar 1970, zum Erzbischof von Managua. Von 1971 bis 1974 und von 1979 bis 1983 war er Präsident der Bischofskonferenz von Nicaragua.
Während der Diktatur Somozas leistete er aktiven Widerstand und erneuerte die Kirche in kritischer Haltung gegenüber dem Regime. Genauso konsequent opponierte Obando gegen das Regime der sozialistischen Sandinisten, die ein Bündnis mit progressiven, marxistisch orientierten Teilen der Kirche eingegangen waren, die stark von der aus den innerkirchlichen Reformen des Zweiten Vatikanischen Konzils hervorgegangenen Befreiungstheologie inspiriert waren. Zu Beginn der Regierungszeit der Sandinisten hatte Miguel Obando Bravo diese noch unterstützt.
Mit dieser sogenannten „Volkskirche“ («iglesia popular») stand er in heftigem Konflikt. Stattdessen unterstützte er offen die gewaltlosen Teile der antisandinistischen Opposition, besonders die Gruppe um die spätere Präsidentin Violeta Barrios de Chamorro. Dafür wurde er von den linksgerichteten Teilen angefeindet. Er wird in der Literatur je nach Autor sowohl als liberal, als auch als erzkonservativ bezeichnet. Er genoss immer die volle Unterstützung von Papst Johannes Paul II. Bei den Verhandlungen, die schließlich zum Waffenstillstand 1990 und zu freien Wahlen führten, setzte er sich aktiv vermittelnd ein.
Papst Johannes Paul II. nahm Miguel Obando Bravo am 25. Mai 1985 als Kardinalpriester mit der Titelkirche San Giovanni Evangelista a Spinaceto in das Kardinalskollegium auf. Er war damit der erste Kardinal aus Nicaragua. Kardinal Obando Bravo nahm 1992 an der vierten Generalkonferenz der lateinamerikanischen Bischöfe in Santo Domingo teil. Am 12. März 2005 trat er aus Altersgründen vom Amt des Erzbischofs von Managua zurück. Er nahm am Konklave 2005 teil. Am Konklave 2013 nahm er aus Altersgründen nicht mehr teil. Im Juli 2003 bat Daniel Ortega, der frühere Anführer der Sandinisten, Kardinal Obando um Vergebung für das Vorgehen des Regimes gegen die Kirche, nach seinem erneuten Amtsantritt als Präsident 2007 berief er ihn zum Präsidenten der nationalen Kommission für Frieden und Versöhnung.

Pista Cardenal Miguel Obando

Nach ihm wurde bereits zu Lebzeiten eine Straße in Managua benannt. Die Pista Cardenal Miguel Obando ist knapp 500 Meter lang und an der breitesten Stelle etwa acht Meter breit. Zu seinem 90. Geburtstag im Februar 2016 würdigte ihn Präsident Ortega als „nationalen Helden des Friedens und der Versöhnung“.

## Ehrungen und Auszeichnung
- 1991: Großkreuz des Ordens de Isabel la Católica
- 1996: Großes Verdienstkreuz mit Stern und Schulterband des Verdienstordens der Bundesrepublik Deutschland[5]
- 2012: „Orden kultureller Unabhängigkeit Ruben Dario“ für seinen Einsatz für den Frieden[6]